# Параолимпийски игри
Параолимпийски игри (на английски: Paralympic Games) са спортно събитие за атлети с двигателни, сетивни и интелектуални увреждания. Провеждат се на всеки четири години след Олимпийските игри и се организират от Международен параолимпийски комитет. Името „Параолимпийски“ е образувано с помощта на гръцкия предлог „παρά“ („до“, „заедно с“) и така се обозначава, че събитието се провежда паралелно на Олимпийските игри.

## История
Параолимпийските игри започват след края на Втората световна война, когато д-р Лудвиг Гутман въвежда спорта като метод за рехабилитация на ранени войници и цивилни. Скоро в клиниката му „Стоук Мандвил“ в Англия пациентите започват да се занимават и със състезателни спортове. На 28 юли 1948 г., когато се откриват Олимпийските игри в Лондон, д-р Гутман организирал първото състезание за атлети на инвалидни колички. Нарекъл състезанието „Игри „Стоук Мандвил““. Скоро към начинанието се присъединили и чужденци и така през 1952 г. се създава Международният комитет на игрите „Стоук Мандви“. През 1960 г. се провеждат първите Параолимпийски игри веднага след Олимпийските в Рим. Събитието имитира Олимпийските игри и в него участват 400 атлети от 23 държави.
От 1988 г. Параолимпийските игри се провеждат в същия град като Олимпийските игри, три седмици след приключването им и на същите терени.

### Летни параолимпийски игри
|        | Летни параолимпийски игри | Летни параолимпийски игри | Летни параолимпийски игри |
| ------ | ------------------------- | ------------------------- | ------------------------- |
| Година | Игри №                    | Град домакин              | Държава домакин           |
| 1960   | I                         | Рим                       | Италия                    |
| 1964   | II                        | Токио                     | Япония                    |
| 1968   | III                       | Тел Авив                  | Израел                    |
| 1972   | IV                        | Хайделберг                | ФРГ                       |
| 1976   | V                         | Торонто                   | Канада                    |
| 1980   | VI                        | Арнхем                    | Нидерландия               |
| 1984   | VII                       | Стоук Мандвил Ню Йорк     | Великобритания САЩ        |
| 1988   | VIII                      | Сеул                      | Южна Корея                |
| 1992   | IX                        | Барселона                 | Испания                   |
| 1996   | X                         | Атланта                   | САЩ                       |
| 2000   | XI                        | Сидни                     | Австралия                 |
| 2004   | XII                       | Атина                     | Гърция                    |
| 2008   | XIII                      | Пекин                     | Китай                     |
| 2012   | XIV                       | Лондон                    | Великобритания            |
| 2016   | XV                        | Рио де Жанейро            | Бразилия                  |
| 2020   | XVI                       | Токио                     | Япония                    |
| 2024   | XVII                      | Париж                     | Франция                   |
| 2028   | XVIII                     | Лос Анджелис              | САЩ                       |
| 2032   | XVIX                      | Брисбън                   | Австралия                 |

### Зимни параолимпийски игри
| Година | Игри № | Град домакин              | Държава домакин |
| ------ | ------ | ------------------------- | --------------- |
| 2018   | I      | Пьонгчанг                 | Южна Корея      |
| 2022   | II     | Пекин                     | Китай           |
| 2026   | III    | Милано и Кортина д'Ампецо | Италия          |
| 2030   | IV     | Френски Алпи              | Франция         |
| 2034   | V      | Солт Лейк Сити-Юта        | САЩ             |

## Спортни дисциплини в летните игри
- Стрелба с лък
- Лека атлетика
- Boccia
- Колоездене
- Конна езда
- Параолимпийски футбол за атлети със зрителни увреждания
- Параолимпийски футбол за атлети с церебрална парализа
- Голбол
- Джудо
- Вдигане на тежести
- Гребане
- Ветроходство
- Стрелба
- Плуване
- Тенис на маса
- Параолимпийски волейбол
- Баскетбол с инвалидни колички
- Фехтовка с инвалидни колички
- Ръгби с инвалидни колички
- Тенис с инвалидни колички

## Спортни дисциплини в зимните игри
- Алпийски ски слалом
- Параолимпийски хокей
- Биатлон
- Ски бягане
- Кърлинг с инвалидни колички

## Категории
- Състезатели с ампутации;
- Състезатели с церебрална парализа – в категорията влизат и атлетите с мозъчни травми, удар и подобни проблеми на равновесието, координацията или мускулния контрол
- Състезатели с интелектуални затруднения (неактивна)
- Състезатели в инвалидни колички
- Състезатели със зрителни увреждания
- Les Autres (на френски: останалите) – за състезатели, които не попадат в другите категории; в категорията попадат и малките хора, състезателите с множествена склероза и вродени деформации на крайниците.